# Łąki Henrykowskie
Łąki Henrykowskie – północno-wschodnia część miasta Tomaszowa Mazowieckiego w województwie łódzkim, w powiecie tomaszowskim, położona na lewym brzegu Pilicy. Rozpościera się w rejonie ulicy Henrykowskiej.

## Historia
Łąki Henrykowskie to dawna wieś. W latach 1867–1954 należała do gminy Lubochnia w powiecie rawskim, początkowo w guberni piotrkowskiej, a od 1919 w woj. warszawskim. Tam 20 października 1933 weszła w skład gromady o nazwie Kaczka w gminie Lubochnia, składającej się ze wsi Kaczki, osady-gajówki Cygan, osady-gajówki Chrzemce, osady Łąki Bryńskie i osady Łąki Henrykowskie. 1 kwietnia 1939 wraz z resztą powiatu rawskiego zostały włączone do woj. łódzkiego.
Podczas II wojny światowej gromadę Kaczkę (z Łąkami Henrykowskimi) włączono do Generalnego Gubernatorstwa (dystrykt radomski, powiat tomaszowski), nadal w gminie Lubochnia.
Po wojnie ponownie w województwie łódzkim i powiecie rawskim. 3 grudnia 1947 Łąki Henrykowskie wyłączono z gromady Kaczka, włączając je do gromady Henryków. 20 lipca 1953 zniesiono gromadę Henryków, a jej obszar włączono do gromady Henryków Nowy w gminie Lubochnia.
W związku z reformą znoszącą gminy jesienią 1954 roku, Łąki Henrykowskie włączono do nowo utworzonej gromady Glinnik, a po jej zniesieniu 1 lipca 1968 – do gromady Lubochnia w tymże powiecie.
1 stycznia 1973 weszły w skład nowo utworzonej gminy Białobrzegi w powiecie opoczyńskim w województwie kieleckim. W latach 1975–1977 należała administracyjnie do województwa piotrkowskiego.
1 lutego 1977, w związku ze zniesieniem gminy Białobrzegi, Łąki Henrykowskie (149 ha) włączono do Tomaszowa Mazowieckiego.